# Làser de fibra

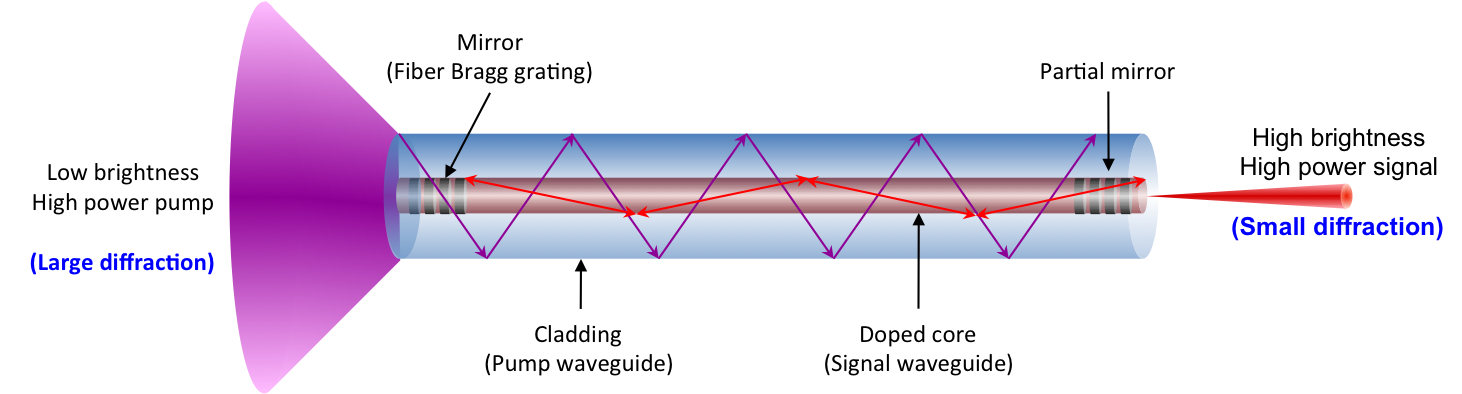
Estructura de fibra de doble revestiment.

Un làser de fibra és un làser en què el medi de guany actiu és una fibra òptica dopada amb elements de terres rares com l'erbi, l'iterbi, el neodimi, el disprosi, el praseodimi, el tuli i l'holmi. Estan relacionats amb amplificadors de fibra dopada, que proporcionen amplificació de la llum sense làser. Les no linealitats de fibra, com ara la dispersió Raman estimulada o la barreja de quatre ones, també poden proporcionar guany i, per tant, servir com a mitjà de guany per a un làser de fibra.

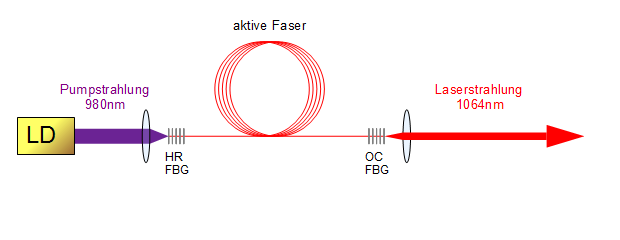
Configuració del làser de fibra.

Un avantatge dels làsers de fibra respecte d'altres tipus de làsers és que la llum làser és generada i lliurada per un mitjà inherentment flexible, que permet un lliurament més fàcil a la ubicació i l'objectiu d'enfocament. Això pot ser important per al tall làser, la soldadura i el plegat de metalls i polímers. Un altre avantatge és l'alta potència de sortida en comparació amb altres tipus de làser. Els làsers de fibra poden tenir regions actives de diversos quilòmetres de llarg i, per tant, poden proporcionar un guany òptic molt elevat. Poden suportar nivells de quilowatts de potència de sortida contínua a causa de l'elevada relació entre superfície i volum de la fibra, que permet una refrigeració eficient. Les propietats de la guia d'ones de la fibra redueixen o eliminen la distorsió tèrmica del camí òptic, produint normalment un feix òptic d'alta qualitat i limitat per la difracció. Els làsers de fibra són compactes en comparació amb els làsers d'estat sòlid o de gas de potència comparable, perquè la fibra es pot doblegar i enrotllar, excepte en el cas de dissenys de varetes més gruixudes, per estalviar espai. Tenen un cost de propietat més baix. Els làsers de fibra són fiables i presenten alta temperatura i estabilitat vibracional i una vida útil prolongada. La potència màxima alta i els polsos de nanosegons milloren el marcatge i el gravat. La potència addicional i la millor qualitat del feix proporcionen vores de tall més netes i velocitats de tall més ràpides.
Altres aplicacions dels làsers de fibra inclouen el processament de materials, les telecomunicacions, l'espectroscòpia, la medicina i les armes d'energia dirigida.
A diferència de la majoria dels altres tipus de làsers, la cavitat làser dels làsers de fibra es construeix monolíticament mitjançant l'empalmament de diferents tipus de fibra; Les reixetes de fibra de Bragg substitueixen els miralls dielèctrics convencionals per proporcionar retroalimentació òptica. També es poden dissenyar per al funcionament en mode longitudinal únic de làsers de retroalimentació distribuïda ultra estreta (DFB) on una xarxa de Bragg desplaçada de fase se solapa amb el medi de guany. Els làsers de fibra són bombejats per díodes làser semiconductors o per altres làsers de fibra.
Molts làsers de fibra d'alta potència es basen en fibra de doble revestiment. El mitjà de guany forma el nucli de la fibra, que està envoltat per dues capes de revestiment. El mode làser es propaga al nucli, mentre que un feix de bomba multimode es propaga a la capa de revestiment interior. El revestiment exterior manté aquesta llum de bomba limitada. Aquesta disposició permet bombejar el nucli amb un feix de potència molt més gran del que d'altra manera es podria propagar en ell, i permet la conversió de la llum de bomba amb una brillantor relativament baixa en un senyal de brillantor molt més alta. Hi ha una pregunta important sobre la forma de la fibra de doble revestiment; una fibra amb simetria circular sembla ser el pitjor disseny possible. El disseny hauria de permetre que el nucli sigui prou petit com per suportar només uns quants (o fins i tot un) modes. Hauria de proporcionar un revestiment suficient per limitar el nucli i la secció de la bomba òptica sobre una peça relativament curta de la fibra.